# Talatat
Con il termine "talatat", ovvero tre palmi, con riferimento al numero "tre", in arabo thalātha, vennero indicati, dagli operai che procedevano allo scavo archeologico, i mattoni con cui era stata edificata, in Egitto, l'antica capitale di Akhetaton (l'attuale Amarna).

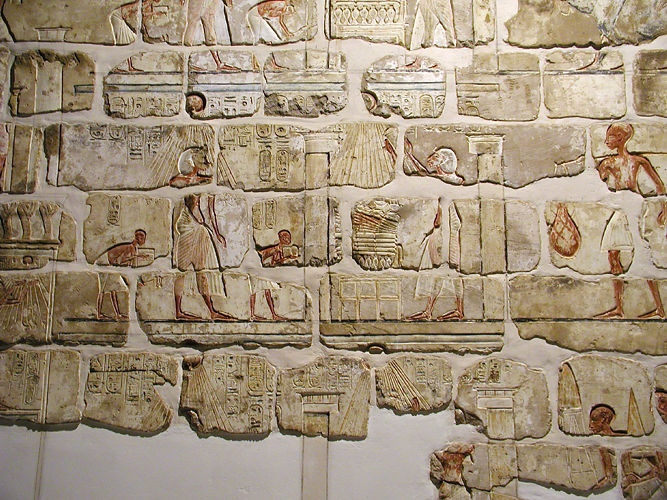

La necessità di costruire in fretta tale città, voluta dal faraone eretico Amenhotep IV/Akhenaton (della XVIII dinastia egizia), che aveva instaurato il culto di Aton, per allontanarsi dallo strapotere del clero di Amon, fece nascere un nuovo metodo di costruzione basato, appunto, su mattoni di circa "tre spanne"(cm. 50 x 25 x 22), da cui il nome, facilmente trasportabili e posti "in situ" da un solo uomo.
Per gli antichi Egizi, la misura del blocco di arenaria era di un cubito di lunghezza per mezzo cubito di larghezza e mezzo cubito di altezza.
Ironia della sorte, o calcolato ultimo sfregio all'indirizzo del faraone eretico, le "talatat" saranno reimpiegate dai successori di Akhenaton, da Horemheb a Ramses II, per il riempimento di alcuni piloni del tempio di Karnak dedicato proprio ad Amon (nel caso di Horemheb si tratta del IX e del X pilone). In tal modo, tuttavia, i reperti, in massima parte scolpiti con scene in rilievo di particolare bellezza nel classico stile dell'arte amarniana, si sono conservati fino ai giorni nostri in grandissimo numero (circa 600.000 esemplari) tanto che, negli anni settanta, si tentò la ricostruzione dei rilievi originali utilizzando, per la prima volta in campo archeologico, il computer.